# Тентеккара
Тентеккара (каз. Тентекқара) — упразднённое село в Хобдинском районе Актюбинской области Казахстана. Входило в состав Жиренкопинского сельского округа. Ликвидировано в 2012 г. Код КАТО — 154251300.

## Население
По данным 1999 года, в селе не было постоянного населения. По данным переписи 2009 года, в селе проживали 93 человека (44 мужчины и 49 женщин).